# Caccia al re
Caccia al re (To Catch a King) è un film per la televisione statunitense del 1984 diretto da Clive Donner.

## Trama
1942. Joe Jackson è proprietario di un night club, invece Hannah Winter è una cantante che finisce coinvolta in un complotto tedesco. Il piano dei tedeschi è di rapire i duchi di Windsor, all'epoca residenti del Portogallo. Joe e Hannah cercano insieme di impedire il sequestro, ma il generale Walter Schellenberg li fa sorprendere.